# Nils Lichtlein
Nils Lichtlein (* 31. Juli 2002 in Regensburg) ist ein deutscher Handballspieler, der für den deutschen Bundesligisten Füchse Berlin aufläuft.

## Karriere

### Im Verein
Lichtlein begann das Handballspielen beim bayerischen Verein ESV 1927 Regensburg, mit dem er 2015 die bayerische Meisterschaft gewann. Im Sommer 2016 wechselte der Linkshänder in die Jugendabteilung der Füchse Berlin. In der Saison 2016/17 lief der damalige C-Jugendspieler in der B-Jugend auf, mit der er die deutsche Meisterschaft gewann. In der darauffolgenden Spielzeit gehörte der Rückraumspieler sowohl dem Kader der B-Jugend als auch dem Kader der A-Jugend an. Mit der A-Jugend gewann er 2018 die deutsche Meisterschaft. In der Saison 2018/19 war er ebenfalls in der B- und A-Jugend aktiv.
Lichtlein gehörte in der Saison 2019/20 dem A-Jugendkader an, der nach dem Saisonabbruch aufgrund der COVID-19-Pandemie vom DHB als einer der beiden Staffelsieger zum deutschen Meister gekürt wurde. Weiterhin erhielt Lichtlein in derselben Spielzeit Einsatzzeiten in der 2. Herrenmannschaft, die in der 3. Liga antrat. In der Saison 2020/21, seinem letzten Jugendjahr, gewann er erneut die deutsche Meisterschaft. Am 18. März 2021 gab er sein Bundesligadebüt gegen GWD Minden. Weiterhin nahm er 2021 per Zweitspielrecht mit dem Drittligisten 1. VfL Potsdam an der Aufstiegsrunde zur 2. Bundesliga teil. Lichtlein gehört seit dem Sommer 2021 dem Bundesligakader der Füchse an. Nachdem sich Lichtlein im November 2021 eine schwere Bänderverletzung zugezogen hatte, musste er bis zum Saisonende 2021/22 pausieren. Bis zu seiner Verletzung erzielte er sieben Treffer in elf Partien. In der Saison 2022/23 lief er zudem für Potsdam in der 2. Bundesliga auf. Mit den Füchsen gewann er die EHF European League 2022/23. Den DHB-Supercup 2024 konnte er mit den Füchsen mit 32:30 gegen den SC Magdeburg gewinnen, Lichtlein erzielte vier Tore. In der Saison 2024/25 gewann er mit den Füchsen den ersten Meistertitel der Vereinsgeschichte. In der EHF Champions League 2024/25 erreichte er mit den Füchsen erstmals das Endspiel, in dem man dem SC Magdeburg mit 26:32 unterlag.

### In Auswahlmannschaften
Lichtlein gewann mit der Berliner Landesauswahl den Deutschland-Cup 2018. Im Rahmen der Veranstaltung wurde Lichtlein in das All-Star-Team gewählt. Mit der deutschen Jugendnationalmannschaft gewann er bei der U-19-Weltmeisterschaft 2019, in deren Verlauf er 21 Treffer erzielte, die Silbermedaille. Mit der Juniorennationalmannschaft wurde er bei der U-21-Weltmeisterschaft 2023 in Deutschland und Griechenland Weltmeister. Zudem wurde er als wertvollster Spieler des Turniers ausgezeichnet.
Am 3. November 2023 gab er sein Debüt für die A-Nationalmannschaft gegen Ägypten. Bei der Europameisterschaft 2024 bestritt er fünf Spiele, warf drei Tore und wurde am Ende mit der Nationalmannschaft Vierter. Bei der Weltmeisterschaft 2025 scheiterte die DHB-Auswahl im Viertelfinale und beendete das Turnier auf Rang 6.

## Sonstiges
Sein Großvater Artur Lichtlein sowie sein Onkel Carsten Lichtlein hüteten das Handballtor in der Bundesliga. Seine Mutter Silke Lichtlein spielte Handball in der 2. Bundesliga.

## Bundesligabilanz
| Saison    | Verein         | Spielklasse   | Spiele | Tore | 7-Meter | Feldtore |
| --------- | -------------- | ------------- | ------ | ---- | ------- | -------- |
| 2020/21   | Füchse Berlin  | Bundesliga    | 5      | 0    | 0       | 0        |
| 2021/22   | Füchse Berlin  | Bundesliga    | 11     | 7    | 0       | 7        |
| 2022/23   | 1. VfL Potsdam | 2. Bundesliga | 12     | 39   | 9       | 30       |
| 2022/23   | Füchse Berlin  | Bundesliga    | 33     | 31   | 0       | 31       |
| 2023/24   | Füchse Berlin  | Bundesliga    | 31     | 66   | 0       | 66       |
| 2024/25   | Füchse Berlin  | Bundesliga    | 34     | 93   | 7       | 86       |
| 2020–     | gesamt         | Bundesliga    | 114    | 197  | 7       | 190      |
| 2022–2023 | gesamt         | 2. Bundesliga | 12     | 39   | 9       | 30       |